# Fabio Mancini

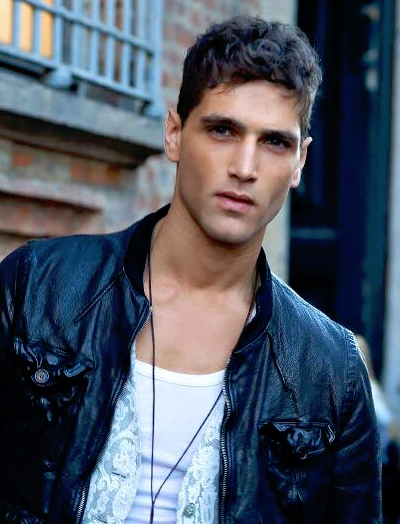
Fabio Mancini (2016)

Fabio Mancini (* 11. August 1987 in Bad Homburg vor der Höhe) ist ein italienisches Model. Er gilt als eines der wenigen erfolgreichen italienischen Models, die international tätig sind und gleichzeitig an den meisten Anzeigenkampagnen Giorgio Armanis und Modenschauen seit Beginn ihrer Karriere beteiligt waren.

## Leben
Fabio Mancini wurde in Bad Homburg vor der Höhe (Deutschland) geboren und zog im Alter von vier Jahren nach Mailand (Italien) um. Sein Vater ist italienischer Abstammung, während seine Mutter indische und italienische Vorfahren hat. Mancini wohnt zurzeit in Mailand.

## Karriere als Model
Mancinis Modelkarriere begann mit 23 Jahren, als er in den Straßen von Mailand entdeckt wurde. Er ist eines der wenigen italienischen Models, die während ihrer ersten Laufstegsaison sowohl für Giorgio Armani als auch Emporio Armani auftraten. Mancini wurde schließlich für mehrere Jahre zum Gesicht verschiedener Armani-Linien, unter anderem Giorgio Armani, Emporio Armani und Armani Jeans. Neben Armani lief er auch für Dolce & Gabbana, Dolce & Gabbana Alta Sartoria, Vivienne Westwood, Dirk Bikkembergs, Marithé et François Girbaud, Ermanno Scervino und Brioni.
Mancini war auch für Rocco Barocco während der Milan Women’s Fashion Week Spring 2015 tätig. Im Februar 2016 auf der Milan Women’s Fashion Week war er eines der wenigen männlichen Models, die ausgewählt worden waren, die weiblichen Models während Emporio-Armani-Präsentation zu begleiten.
Im Laufe seiner Karriere war Mancini in Anzeigenkampagnen für Armani Jeans, Emporio Armani Underwear Carolina Herrera, Aigner, Carlo Pignatelli Vince Camuto, Pierre Cardin und L’Oréal vertreten. Fotos von ihm erschienen auf den Titelseiten von Magazinen wie „Hachi Magazine“ und „David Magazine“ und Mancini war auf Abbildungen für die Haute-Couture-Leitartikel in Harper’s Bazaar, Men’s Health und Vogue zu sehen.
2014, nach mehreren Armani-Jeans-Kampagnen, lancierte Armani unter der Leitung von Andrea Dones eine neue Unterwäsche-Kollektion, die Emporio Armani Underwear Sensual Collection, wobei Mancini für zwei Saisons hintereinander das repräsentative Gesicht der Kampagne war.
Mancini ist der neue Repräsentant für Pierre Cardins Unterwäschekollektion von 2016.

## Bewertung und Auszeichnungen
- 2014, 2015, 2016 und 2017 führte Models.com Mancini in der Sexiest Men’s list.[16]
- Vogue zählte Mancini zu den besten der „2015 Vogue Hommes Model fitness“.[17]
- Mancini steht auf der Liste The 50 Hottest Male Models of All Times des Out Magazine.[18]
- Vogue zählte Mancini zu den fünf besten Models der Mailänder Modewoche 2016[19]
- Mancini zählt zu Vogues 15 beliebtesten Dolce & Gabbana-Models.[20]